# Zoițani, Botoșani
Zoițani este un sat în comuna Adășeni din județul Botoșani, Moldova, România. Se află în partea de est a județului,  în Câmpia Moldovei,  la 53 km de municipiul Botoșani. Cel mai apropiat oraș este Săveni la 18 km.